# Cryptophleps vitiensis
Cryptophleps vitiensis är en tvåvingeart som beskrevs av Daniel J. Bickel 2006. Cryptophleps vitiensis ingår i släktet Cryptophleps och familjen styltflugor.
Artens utbredningsområde är Fiji. Inga underarter finns listade i Catalogue of Life.